# Batu Apoi
Batu Apoi es un mukim en el distrito Temburong, Brunéi, un estado soberano situado en la costa norte de la isla de Borneo, en el sudeste asiático. Se encuentra al este del distrito Temburong, haciendo frontera con Mukim Labu al norte, Sarawak (Malaysia) al este, Mukim Amo al sur y Mukim Bangar al oeste.

## Áreas y divisiones
Mukim Batu Apoi incluye las siguientes áreas:
- Kampong Batu Apoi
- Kampong Sungai Radang
- Kampong Peliunan
- Kampong Sungai Bantaian
- Kampong Gadong Baru
- Kampong Luagan
- Kampong Negalang Iring
- Kampong Negalang Unat
- Kampong Lakiun
- Kampong Tanjong Bungar
- Kampong Lamaling
- Kampong Selapon
- Kampong Sekurop

- Datos: Q2490404
- Multimedia: Mukim Batu Apoi / Q2490404